# Château de La Ventrouze
 (octobre 2019).
Si vous disposez d'ouvrages ou d'articles de référence ou si vous connaissez des sites web de qualité traitant du thème abordé ici, merci de compléter l'article en donnant les références utiles à sa vérifiabilité et en les liant à la section « Notes et références ».
Le château de La Ventrouze est un ancien château fort du XVe siècle qui se dresse sur le territoire de la commune française de La Ventrouze, dans le département de l'Orne, en région Normandie. L'édifice, propriété privée qui ne se visite pas, est partiellement inscrit au titre des monuments historiques.

## Localisation
Le château est situé non loin de l'église de La Ventrouze, dans la région du Perche, dans le département français de l'Orne.

## Historique
Château fort important pour la défense du Perche, il fut sans doute ruinée pendant la guerre de Cent Ans.
La propriété fut vendue en 1792 comme bien national et devint pendant une longue période une exploitation agricole. Ce n'est qu'au XXe siècle que les nouveaux propriétaires firent restaurer l'édifice.

## Description
Le château de La Ventrouze était muni d'une enceinte fortifiée avec des douves en eau, un pont-levis et un châtelet. Édifiés au XVe siècle, les murs étaient à l'origine recouverts d'un enduit. Il ne subsiste plus que des vestiges de l'ancien château féodal qui était construit en blocs de silex brut et de grison. L'ensemble des bâtiments est entouré de larges douves. Deux tours rondes défendent l'accès d'un pont-levis aujourd'hui disparu, remplacé par un pont en pierre.
Les tours se prolongent par deux petits bâtiments de dépendance. Le logis principal est actuellement scindé en trois parties à hauts pignons. La partie centrale a conservé son volume d'origine. Les bâtiments attenants furent abaissés et tronqués. Ces constructions sont en brique rose. L'étage réalisé entre 1480 et 1500 est en briques ocres et brunes s'imbriquant en losange dans les briques roses, de façon à former une sorte de damier.
Les façades et les toitures de la maison seigneuriale et les communs, avec les deux tours d'entrée, dont on distingue au sommet de celles-ci, des assises et un chaînage en brique.[pas clair] Le logis du seigneur était établi le long de la douve. Quatre cheminées sont présentes, dont deux au rez-de-chaussée et deux à l'étage. Les douves, y compris la partie comblée à une époque indéterminée, sont également inscrites.
Le puits actuel atteint une profondeur de 18 mètres, avec un diamètre de 1,80 mètre qui correspond au type de puisage dit « à double seau », connu dans la région depuis le XVIIe siècle. Les archéologues ont découvert des traces d'anciennes fondations environnantes qui suggèrent qu'il était couvert par un petit bâtiment afin de préserver la qualité de son eau.

## Propriétaires
C'est en 1260 que l'on trouve la première trace de ce fief, l'un des plus importants du Perche, connu en ce temps sous le nom de Ventrosa. Le domaine appartenait aux :
- comtes du Perche ;
- puis par alliances successives, il passa à la maison de Château-Gontier ;
- aux ducs de Bretagne ;
- puis aux Bourbon-Vendôme ;
- à la famille Auvé du XIVe au XVIIe siècle[3] dont :
  - Jean Auvé, seigneur de Soulgé-le-Bruant († 1388), dont :
  - Simon Auvé, seigneur du Plessis-Bourreau en Biermé, de Soupé et de Brouassin, marié à Marguerite de Clérembault († 1452),
  - Louis Auvé, seigneur de Genetay, du Plessis-Bourel (1432), marié avec Renée de Clairembault dont :
  - François Auvé, seigneur de Feillet, de Vaujours, et de La Ventrouze, épouse Jeanne de Lespervier,
  - François II Auvé (° 1474), épouse Marguerite de Vieuxpont dont :
  - Marguerite Auvé, dame de La Ventrouze († 1602), épouse Claude de Gruel, seigneur de la Frette dont :
- Claude II de Gruel, seigneur de la Frette († 1615)[4].
- Famille de Sérent :
  - Louis, marquis de Sérent de Kerfily, et de Marie-Madelaine-Gabrielle Charette de Montebert, dont :
  - Armand-Louis de Sérent (1736-1822), marquis de Kerfily, seigneur de Jully, de La Frette (Saint-Victor-de-Réno, Orne), de La Ventrouze (Orne) ; grand d'Espagne de la 1re classe au titre de marquis de Kerfily (cédules du 12 novembre 1789, par Charles IV d'Espagne, de son mariage le 23 janvier 1754 avec Bonne-Marie-Félicité de Montmorency-Luxembourg (1739-1823), fille de Charles-Anne-Sigismond de Montmorency-Luxembourg duc d'Olonne, maréchal-de-camp, et de Marie-Étiennette de Bullion de Fervaques, sa première femme, dont :
  - Armand-Sigismond de Sérent (1762-1796)

Depuis La Révolution française
La propriété devenue domaine agricole, voit différentes personnes se succéder au château jusqu’aux actuels propriétaires, monsieur et madame André Escaro qui firent patiemment restaurer depuis les années 1980 cette demeure par Lucyna Gautier, architecte, qui procéda à l'aménagement du premier étage, restitua les lucarnes du XVe siècle de la façade est et restaura la fenêtre à croisée.

## Protection
Les façades et toitures de la maison seigneuriale et des communs avec les deux tours d'entrée ; quatre cheminées dont deux au rez-de-chaussée et deux à l'étage ; les douves y compris la partie comblée, sont inscrites au titre des monuments historiques par arrêté du 5 décembre 1979.